# Substack
Substack es una plataforma en línea que proporciona infraestructura de publicación, pago, análisis y diseño para respaldar boletines de suscripción.

## Contenido
Los usuarios de Substack van desde periodistas, a expertos, a grandes sitios de medios. Entre los escritores de alto perfil que han utilizado la plataforma se encuentran el periodista de economía política Matthew Yglesias, la crítica cultural Anne Helen Petersen, el ensayista musical Robert Christgau y la escritora gastronómica Alison Roman. El columnista de The New York Times Mike Isaac argumentó en 2019 que algunas de estas empresas ven los boletines como un medio más estable para mantener a los lectores a través de una conexión más directa con los escritores. En 2020, The New Republic notó la ausencia de boletines informativos locales, especialmente en contraste con la gran cantidad de boletines políticos a nivel nacional. A finales de 2020, un gran número de periodistas y reporteros llegaban a la plataforma, impulsados en parte por el declive a largo plazo de los medios tradicionales (había la mitad de puestos de trabajo en las redacciones en 2019 que en 2004). Alrededor de esa época, The New Yorker observó que si bien «Substack se ha anunciado como un hogar amigable para el periodismo, […] pocos de sus boletines publican reportajes originales; la mayoría ofrece escritos personales, artículos de opinión, investigación y análisis». Describió la política de moderación de contenido de Substack como «ligera», con reglas contra «acoso, amenazas, spam, pornografía y llamadas a la violencia; las decisiones de moderación las toman los fundadores».
En 2019, Substack agregó soporte para pódcasts e hilos de discusión entre los suscriptores del boletín.

## Finanzas
Los autores pueden decidir suscribirse a su boletín de forma gratuita o de pago, y hacer que las publicaciones específicas estén disponibles públicamente para los no suscriptores. A partir de 2020, la tarifa mínima para una suscripción era de $ 5 por mes o $ 30 por año, y Substack generalmente cobra una tarifa del 10 por ciento de los pagos de suscripción. La publicidad dirigida a los usuarios no influye en la generación de ingresos. En febrero de 2019, la plataforma comenzó a permitir a los creadores monetizar los pódcasts.
Substack reportó 11 000 suscriptores pagos a partir de 2018, aumentando a 50 000 en 2019. En agosto de 2020, Substack informó que más de 100 000 usuarios estaban pagando por al menos un boletín.
Substack recaudó una ronda inicial de semillas en 2018 de inversores como The Chernin Group, Zhen Fund, el CEO de Twitch, Emmett Shear, y el cofundador de Zynga, Justin Waldron. Andreessen Horowitz proporcionó $ 15,3 millones en fondos de Serie A en 2019, algunos de los cuales se destinaron a traer escritores de alto perfil a la red de Substack. Substack ha proporcionado a algunos creadores de contenido avances para comenzar a trabajar en su plataforma. En 2019, el sitio brindó una beca a algunos escritores, que incluyó un estipendio de $ 3000 y un taller de un día en San Francisco. En 2020, luego del inicio de la pandemia de COVID-19, Substack otorgó subvenciones de $ 1000 a $ 3000 a más de 40 escritores para comenzar a trabajar en la plataforma. El declive de publicaciones orientadas al deporte como Sports Illustrated, Deadspin y SB Nation, junto con la aparición de la COVID-19, provocó un aumento de periodistas deportivos que se movieron para escribir en Substack en 2019 y 2020. Sin embargo, Substack compite con el sitio de suscripción The Athletic en este submercado, por lo que McKenzie dice que la empresa no recluta con tanta fuerza en ese mercado.
Los fundadores de Substack se acercaron a un pequeño grupo de escritores en 2017 para adquirir a sus primeros creadores. Bill Bishop fue uno de los primeros en publicar su boletín, Sinocism, en Substack, proporcionando su boletín por $ 11 al mes o $ 118 al año con contenido diario. A partir de 2019, Sinocism de Bishop fue el boletín informativo mejor pagado del servicio. A fines de 2020, el boletín conservador The Dispatch reclamó el título de usuario principal de Substack, con más de 100 000 suscriptores y más de $ 2 millones en ingresos del primer año, según el fundador Steve Hayes. En mayo de 2021, Substack adquirió la startup People & Company con sede en Brooklyn.

## Liderazgo

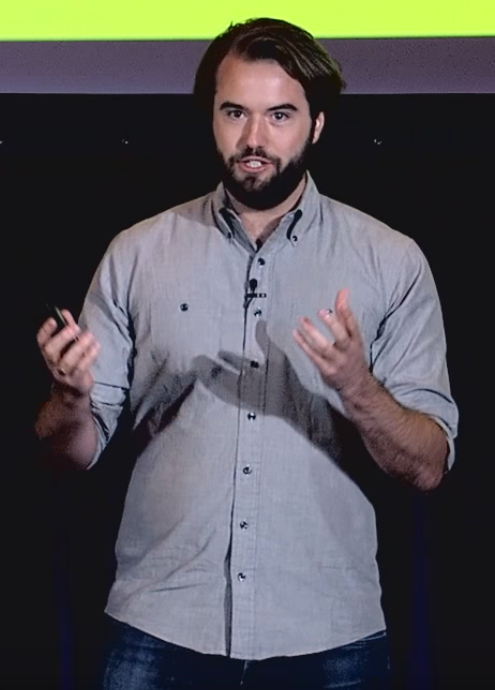
Chris Best discutiendo sobre publicidad móvil en 2015.

Substack fue fundada en 2017 por Chris Best, cofundador de Kik; Jairaj Sethi, desarrollador; y Hamish McKenzie, un exrreportero de tecnología de PandoDaily. Best y McKenzie describen Stratechery de Ben Thompson, un boletín informativo de medios y tecnología basado en suscripción, como una gran inspiración para su plataforma. Christopher Best operaba como director ejecutivo en marzo de 2019.
Los competidores incluyen TinyLetter, Lede y Ghost, este último de código abierto.

## Críticas
El 28 de julio de 2020, Substack envió notificaciones por correo electrónico a todos sus usuarios sobre cambios en las políticas de privacidad y notificaciones sobre el cumplimiento de la Ley de Privacidad del Consumidor de California. En este correo electrónico de notificación, las direcciones de correo electrónico de todos los destinatarios se incluyeron inadvertidamente en el campo «cc» de correo electrónico en lugar de en el campo «Cco». Esto expuso las direcciones de correo electrónico de muchos usuarios de Substack. Según una publicación reconociendo el hecho en el sitio de redes sociales Twitter, la compañía indicó que el problema se solucionó después del lote inicial de correos electrónicos, pero no reveló la cantidad de usuarios afectados.
En 2020, plataformas populares como Twitter, Facebook, y YouTube, comenzaron a restringir o eliminar cuentas que, según las plataformas, difundían desinformación sobre el COVID-19, y algunos autores importantes acusados de difundir desinformación se trasladaron de estas plataformas hacia Substack. El diario The Washington Post calificó a Joseph Mercola y Steve Bannon como teóricos de la conspiración que han trasladado su presencia en línea a Substack..
En enero de 2022, el Center for Countering Digital Hate acusó a Substack de permitir contenidos que podrían ser peligrosos para la salud pública. El centro estimó que la empresa ganaba $2.5 millones de dólares al año tan sólo de sus cinco autores antivacunas más importantes. Los tres fundadores respondieron mediante una publicación en un blog en la cual afirmaban su compromiso por una censura mínima.
Substack fue objeto de más críticas en noviembre de 2023, por permitir que su plataforma fuese utilizada por nacionalistas blancos, nazis, y antisemitas. En una carta abierta, más de 100 autores de Substack amenezaron con dejar la plataforma y pidieron a la dirección de Substack que dejaran de darle una plataforma a la intolerancia. En respuesta, el CEO de Substack, Hamish McKenzie, dijo que la empresa seguiría permitiendo la publicación de puntos de vista extremistas, ya que el intentar censurarlos empeoraría el problema. Autores como Casey Newton, Molly White, y Ryan Broderick, dejaron la plataforma en consecuencia.

## Substack Pro
En marzo de 2021, Substack reveló que había estado experimentando con un programa de reparto de ingresos en el que pagaba anticipos para que los escritores crearan publicaciones en su plataforma; esto se convirtió en un programa conocido como Substack Pro. Substack ha sido criticado por no revelar qué escritores formaban parte de Substack Pro.